# Diuraphis
Genre
Diuraphis  est un genre d'insectes hémiptères de la famille des Aphididae, originaires d'Eurasie.

## Liste d'espèces
Selon Catalogue of Life (13 août 2013) :
- Diuraphis agrostidis
- Diuraphis bromicola
- Diuraphis calamagrostis
- Diuraphis frequens
- Diuraphis holci
- Diuraphis mexicana
- Diuraphis nociva
- Diuraphis noxia
- Diuraphis tritici

Selon NCBI (13 août 2013) :
- Diuraphis frequens
- Diuraphis mexicana
- Diuraphis noxia
- Diuraphis tritici